# Great Scarcies
Great Scarcies (franska: Grande Scarcie) är ett vattendrag i Guinea. Det ligger i den sydvästra delen av landet, 90 km sydost om huvudstaden Conakry.